# Female Trouble
Pour plus de détails, voir Fiche technique et Distribution.
Female Trouble est un film américain réalisé par John Waters, sorti en 1974 avec Divine, David Lochary, Mary Vivian Pearce, Mink Stole, Edith Massey, Michael Potter, Cookie Mueller, et Susan Walsh (en).. 
Ce film est dédié à Charles « Tex » Watson, membre de la Famille Manson.

## Synopsis
L'histoire se déroule dans les années 1960 à Baltimore, Maryland (États-Unis).
Dawn Davemport (Divine) veut des chaussures à talons cha-cha-cha pour Noël. Mais ses parents refusent de les lui acheter. Elle s'enfuit du domicile familial. Débute alors un itinéraire trash et chaotique.

## Fiche technique
- Titre : Female Trouble
- Réalisation : John Waters
- Scénario : John Waters
- Photographie : Dave Insley
- Montage : Charles Roggero
- Décors : Vincent Periano
- Costumes et maquillages : Van Smith
- Son : Bob Maier
- Producteur : John Waters
- Pays d'origine :  États-Unis
- Format : Couleurs - 16 & 35 mm
- Genre : Comédie noire
- Durée : 92 min
- Dates de sortie : 
  -  États-Unis : 4 octobre 1974 (Baltimore)
  -  France : 28 mars 1984
- Classification :
  -  France : interdit aux moins de 16 ans[1]
  -  Royaume-Uni : interdit aux moins de 18 ans[2]

## Distribution
- Divine : Dawn Davenport / Earl Peterson
- David Lochary : Donald Dasher
- Mary Vivian Pearce : Donna Dasher
- Mink Stole : Taffy Davenport
- Edith Massey : Ida Nelson
- Cookie Mueller : Concetta
- Susan Walsh (en) : Chiclet Fryer
- Michael Potter : Gater Nelson
- Ed Peranio : Wink
- Paul Swift (en) : Butterfly
- George Figgs (en) : Dribbles
- Susan Lowe (en) : Vikki
- Georges Hulse : Le professeur
- Roland Hertz : Le père
- Betty Woods : La mère
- Hilary Taylor : Taffy Davenport enfant
- Channing Wilroy : Procureur
- Seymour Avigdor : Avocat
- Elizabeth Coffey (en) : Ernestine

## Bande originale
- Female Trouble - Divine (paroles : John Waters, musique : Bob Harvey)